# Geneviève Duboscq
Pour les articles homonymes, voir Duboscq.
Geneviève Duboscq, née le 9 avril 1933 à Sainte-Mère-Église et morte à Laval  le 28 février 2018,, est une auteure française qui a écrit les ouvrages Dans la nuit du Débarquement, Bye bye Geneviève ainsi que Et Dieu sauva mon fils !.

## Biographie
Elle a reçu la Légion d'honneur du gouvernement français, et elle et sa famille ont reçu la reconnaissance américaine Guard of Honor pour l'assistance apportée à la compagnie américaine 82nd Airborne Division pendant la libération de la France en 1944.
Souffrant de la maladie d'Alzheimer, elle meurt le 28 février 2018.